# Чипан
Чипан (на албански: Çipan или Çipani) е село в Албания, в община Девол, част от административната област Корча.

## География
Селото е разположено в долината на река Девол, в североизточното подножие на планината Морава.

## История
До 2015 година селото е част от община Хочища.